# يينغ زونغ (إمبراطور من سلالة مينغ)
كان الإمبراطور يينغ زونغ من سلالة مينغ (29 نوفمبر 1427-23 فبراير 1464)، وكان اسمه الشخصي تشو تشي تشين، السادس والثامن بين أباطرة سلالة مينغ. حكم تحت اسم عهد الإمبراطور تشنغ تونغ منذ عام 1435 حتى 1449، وحكم مرة أخرى تحت اسم عهد الإمبراطور تيانشون منذ عام 1457 حتى وفاته في عام 1464.
كان الإمبراطور يينغ زونغ الابن الأكبر والخليفة للإمبراطور شوانده. اتخذ بعد اعتلائه العرش اسم العهد تشنغ تونغ، الذي يعني «الحكم الصحيح»، وبلغت الإمبراطورية ذروة رُقيها وقوتها خلال فترة حكمه الأولى. كان حكم الإمبراطور يينغ زونغ متأثرًا بشدة بالمسؤولين رفيعي المستوى في البلاط باعتباره أول إمبراطور طفل لسلالة مينغ، واحتلت جدته الكبرى، الإمبراطورة الأرملة الكبرى تشانغ، في البداية إلى جانب «اليانغ الثلاثة» (يانغ شيتشي ويانغ رونغ ويانغ بو)، أعلى المناصب في السلطة. بدأ الإمبراطور في عام 1442 بالإصغاء أكثر إلى الخصي وانغ تشن.
قاد الإمبراطور يينغ زونغ الجيش بنفسه لمواجهة جيش المغول بقيادة إيسن تايشي في عام 1449، وباقتراح من وانغ تشن، ولكن جيش مينغ تعرض في معركة حصن تومو لهزيمة نكراء، وأُسِرَ الإمبراطور. أثار هذا الحدث صدمة كبيرة في الحكومة والبلاد، مما دفع البلاط إلى تنصيب أخيه تشو تشى يو على العرش بإسم الإمبراطور جينغتاى. كون الإمبراطور يينغ زونغ علاقات طيبة مع إيين أثناء أسره، وأُطلق سراحه في النهاية في عام 1450.
عاد الإمبراطور يينغ زونغ إلى وطنه، فشعر أخوه بالتهديد، وأمره بالبقاء في القصر الجنوبي داخل المدينة المحرمة، وقيّد اتصال الإمبراطور يينغ زونغ مع العالم الخارجي، ووضعه تحت الإقامة الجبرية. مرض الإمبراطور جينغتاى في أوائل عام 1457، وبما أن ابنه الوحيد قد توفي في عام 1453، لم يكن هناك وريث للعرش. استغل الإمبراطور يينغ زونغ هذه الفرصة لتنظيم انقلاب داخل القصر، واستعاد السلطة في فبراير 1457. كان اسم العهد في فترة حكمه الثانية تيانشون، الذي يعني «الطاعة للسماء». توفي الإمبراطور جينغتاى في الشهر التالي.
حكم الإمبراطور يينغ زونغ لمدة سبع سنوات أخرى قبل وفاته في عام 1464 عن عمر يناهز ستة وثلاثين عامًا، واعتلى ابنه الأكبر، الإمبراطور تشينغهوا، عرش الإمبراطورية وبعد وفاته.

## القتال في الجنوب

### الحرب في الجنوب الغربي
نما نفوذ إحدى دول شان في الربع الأول من القرن الخامس عشر، على الحدود الجنوبية الغربية لسلالة مينغ، وهي مونغ ماو، والتي أطلق عليها المينغ اسم لوتشوان، تحت حكم سي رنفا الطموح، الذي بدأ حكمه في عام 1413. بدأ سي رنفا يشكل تهديدًا لمواقع المينغ في المنطقة بحلول عام 1436. أمرت الحكومة الإمبراطورية مو شنغ، القائد العسكري لمقاطعة يونان، بشن هجوم على مونغ ماو بجيش مكون من المجندين من قويتشو ومنطقة هوجوانغ في عام 1438.
حقق جيش مينغ في البداية نجاحًا في هزيمة العدو، ولكنهم سرعان ما واجهوا مشكلات في الإمدادات وواجهوا صعوبة في التكيف مع المناخ شبه الاستوائي. تعرض جيش مينغ المنهك لهزيمة كبيرة نتيجة لذلك في عام 1440. اعتقد وانغ تشن أن سياسة الضرائب التي اتبعتها الإمبراطورة الأرملة الكبرى تشانغ كانت متساهلة للغاية، ورأى في الحرب فرصة لزيادة إيرادات الدولة، فدفع باتجاه إطلاق حملة جديدة. أُرسِلَت التعزيزات من سِتشوان وقويتشو ومنطقة هوجوانغ إلى يونان، ووَضِعَ وزير الحرب وانغ تشي تحت القيادة العامة للحملة في أوائل عام 1441. كان وانغ تشي مسؤولًا مدنيًا خبيرًا شغل منصب وزير الحرب منذ عام 1435؛ وقاد الحملات الثانية حتى الرابعة في حملات لوتشوان–بينغميان بين عامي 1441 و1449. كانت هذه هي المرة الأولى في تاريخ سلالة مينغ التي يُمنح فيها مسؤول مدني القيادة العليا للقوات.
نجح جيش مينغ المكون من 50,000 جندي في هزيمة الشأن تحت قيادة وانغ تشن. فر سي رنفا إلى مملكة آفا البورمية، وقُسِّمَت أراضي لوتشوان بين دول الشان الأخرى. حصل وانغ تشي على ترقية إلى رتبة كونت جينغيوان كمكافأة على نجاحه، وتولى نائبه شو شي منصب وزير الحرب. قُمِعَت الانتقادات التي تفيد بأن الموارد كانت تُستنزف من الشمال لتمويل الحرب في الجنوب. استمرت الحرب مع فشل قوات مينغ في مواجهة آفا في الفترة بين عامي 1443 و1444، ولكن في عام 1445، استسلمت أفا، وانتحر سي رنفا. شهدت الفترة بين عامي 1448 و1449 حملة أخرى، فتمكن الصينيون وآفا من هزيمة ابن سي رنفا، سي جيفا، الذي كان يقطن في منطقة مونغ يانغ غرب نهر إيراوادي. احتفل الإمبراطور يينغ زونغ بالنصر في مارس 1449.
عززت هذه الحروب بشكل نهائي سلطة مينغ في يونان، ولكن بتكاليف باهظة. اعترف الحكام المحليون بسيادة المينغ وقدّموا الجزية إلى بكين حتى القرن السادس عشر. أما على المستوى الداخلي، فقد كانت هذه الحروب نجاحًا لوانغ تشن، إذ زادت من هيبته وسمعته كرجل دولة، ولكنها كشفت أيضًا عن نقص في الاحتياطيات المالية والجنرالات ذوي الخبرة على الجبهة الشمالية.

### التمرد في الجنوب الشرقي
اتخذت الحكومة إجراءات بإغلاق مناجم الفضة وحظر التنقيب الصغير عن الفضة على طول حدود جيجانغ وفوجيان بعد عامين؛ وذلك استجابة للطلب المتزايد على الفضة نتيجة تطبيق نظام الضرائب المستندة إلى الفضة في عام 1436. استمر التنقيب غير القانوني عن الفضة في منطقة تعاني من ارتفاع الكثافة السكانية وقلة فرص العمل.
أعلن زعيم مجموعة من عمال مناجم الفضة في الجبال بين جيجانغ وفوجيان في عام 1447التمرد علنًا، فجمع أنصارًا وشكل جيشًا. عارض الأخوان دنغ ماوتشي ودنغ ماوبا استغلال المستأجرين في الداخل الفوجياني، وطالب المستأجرون بأنفسهم بإلغاء المدفوعات التي تتجاوز نطاق عقود الإيجار الخاصة بهم. تمرد الأخوان دنغ في مارس 1448، وبدأوا في الاستيلاء على مقاطعة تلو الأخرى. حاولت الحكومة تهدئة الوضع من خلال العفو عن الضرائب غير المسددة ومنح إعفاء لمدة ثلاث سنوات من العمل الإجباري لسكان المنطقة، ولكن الفصيل الأكثر تطرفًا من المتمردين، الذي بلغ عدد أفراده عدة مئات الآلاف، رفض التراجع. لم تستطع الميليشيات المحلية التعامل مع الوضع، مما دفع الحكومة لإرسال جيش مكون من 50,000 جندي إلى الجنوب الشرقي في سبتمبر 1448.
هُزم عمال المناجم المتمردون من قِبل القوات على الحدود بين فوجيان وجيانغسو في أواخر عام 1448. قُبِضَ على الأخوين دنغ في فبراير 1449، وهُزم خلفاؤهم في مايو من نفس العام. ذكر المؤرخ الياباني تاناكا ماسايوشي أن تمرد الأخوين دنغ كان أول انتفاضة للفلاحين الصينيين تهدف إلى تحدي العلاقات الطبقية داخل القرى. قُمِعَ تمرد عمال المناجم نهائيًا بحلول أغسطس 1449، وتفرق باقي المتمردين في فوجيان بحلول عام 1452.
ذكر فانغ تشاو يينغ أن نجاحات الإمبراطور في الجنوب الشرقي والجنوب الغربي يمكن أن تكون قد دفعته إلى المبالغة في تقدير قوة قوات المينغ واستعداده الشخصي لقيادة الجيش بنفسه.